# Йело (община)
Йело (на испански: Yelo) е община, разположена в провинция Сория, автономна област Кастилия и Леон, Испания. Според преброяването от 2004 г. (Национален институт по статистика на Испания) общината има население от 55 жители.